# Stazione di Castello di Fiemme
La stazione di Castello di Fiemme è stata una stazione ferroviaria posta lungo la ex linea ferroviaria a scartamento ridotto Ora-Predazzo. Realizzata nell'ultimo periodo dell'Impero austro-ungarico, servì inizialmente per trasportare le truppe militari che scendevano a Castello di Fiemme e poi salivano verso il fronte lungo la Val Cadino.
Fu chiusa il 10 gennaio 1963.

## Strutture e impianti
La stazione era composta da un fabbricato viaggiatori e da quattro binari. A novembre 2015 rimane solo il fabbricato adibito ad abitazione privata mentre i sei binari sono stati smantellati.